# 女王さまはお若い
『女王さまはお若い』（じょおうさまはおわかい、原題・ドイツ語: Mädchenjahre einer Königin）は、1954年に製作・公開されたオーストリアの映画である。

## 概要
1936年の同名ドイツ映画（日本では劇場未公開）の再映画化であり、イギリスのヴィクトリア女王と夫アルバートとの出会いを描いている。エルンスト・マリシュカが監督、ロミー・シュナイダーがヴィクトリアに扮した。
ロミーと母・マグダとの母子共演でもあった。
製作・公開された1954年は、ヨハン・シュトラウス1世の生誕150周年のアニバーサリーであり、彼の子孫であるエドゥアルト・シュトラウス2世がその役を演じた。劇中音楽として、シュトラウス1世の代表作『ローレライ＝ラインの調べ』がしばしば使われている。

## キャスト
- ヴィクトリア：ロミー・シュナイダー
- アルバート：アドリアン・ホーフェン（ドイツ語版）
- レーツェン男爵夫人：マグダ・シュナイダー（ドイツ語版）
- メルバーン子爵：カール・ルートヴィヒ・ディール（ドイツ語版）
- ケント公爵夫人（ヴィクトリアの母）：クリストル・マルダイン（ドイツ語版）
- ランドマン教授：パウル・ヘルビガー
- ヨハン・シュトラウス1世：エドゥアルト・シュトラウス2世

## スタッフ
- 監督/脚色：エルンスト・マリシュカ（ドイツ語版）
- 製作：カール・エーリッヒ
- 音楽：アントン・プロフェス（ドイツ語版）
- 撮影：ブルーノ・モンディ（ドイツ語版）
- 編集：ヘルマン・ライトナー（ドイツ語版）
- 美術/装置：フリッツ・ユプトナー＝ヨンストルフ
- 衣裳：レオ・バイ、ゲルダーゴ